# Arraial d'Ajuda

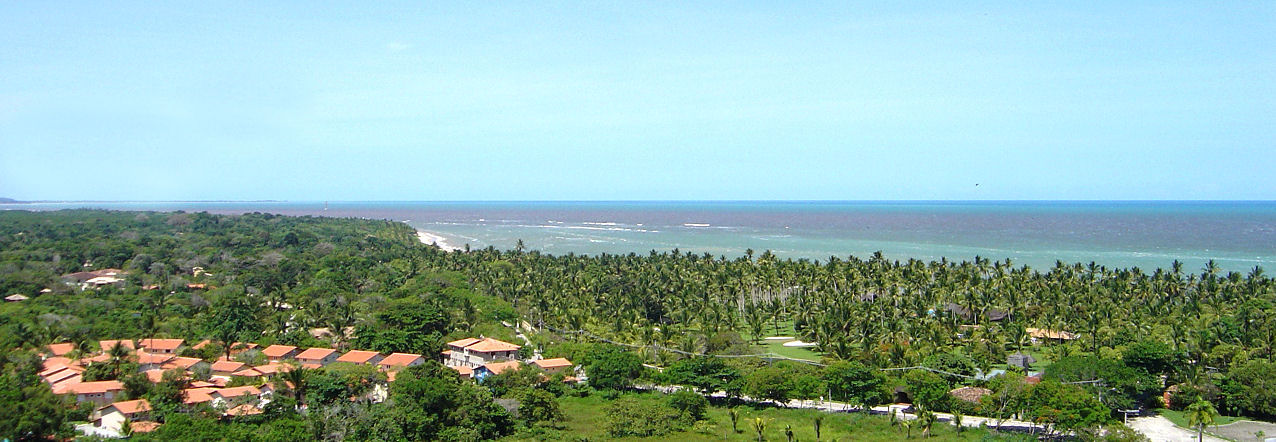
Vue d'Arraial da Ajuda et des plages en direction de Porto Seguro

Arraial d'Ajuda (portugais Arraial d’Ajuda) est situé dans le district de Porto Seguro, au sud de l'État de Bahia. Cette ville se trouve aux sommet d'impressionnantes falaises et est entouré par l'immense forêt atlantique, des plages sans fin et des eaux dans les tons vert-bleu.

## Histoire
Le nom du village Arraial d'Ajuda a été donné en l'honneur du Portugais Tomé de Souza et les premiers jésuites qui sont arrivés en 1549 avec leurs bateaux, nommé : Conceição, Salvador et d’Ajuda, qui sont devenus les noms des villes et églises. 
L'église de Nossa Senhora da Ajuda, le premier sanctuaire marial du Brésil, a été construite en 1549 pour honorer l'apparition de l'image de Nossa Senhora d'Ajuda. À côté de cette église ont été construites les premières maisons typiques qui sont jusqu’à aujourd’hui conservées et qui vendent de l’artisanat typique. Juste au-dessous de cette église, vous trouverez la célèbre fontaine d’eau, plusieurs légendes racontent l'histoire de sa naissance miraculeuse. La légende raconte que si vous prenez un bain de son eau, vous allez revenir un jour à Arraial d'Ajuda.
Les histoires de nombreux miracles et de la renommée de l’église d'Arraial d'Ajuda sont devenus bien connus à l'extérieur de la ville et ont attiré beaucoup de visiteurs fidèles. Il s'agissait de la première forme du tourisme vers la ville.

## Population
Autour de 18 000, pendant l'été ce nombre augmente beaucoup.

## Plages
Arraial d’Ajuda vous offre le choix entre huit belles plages, chacune ayant sa caractéristique typique. Vers le nord vous pouvez trouver des plages idéales pour les familles, près du centre les plages sont beaucoup plus fréquentées par les jeunes et au sud, les plages parfaites pour des longues promenades dans le sable et découvrir la beauté de la nature. 
Plages:
- Praia Apaga Fogo
- Praia Araçaipe
- Praia d'Ajuda (of pescadores of dos nativos)
- Praia Mucugê
- Praia do parracho
- Praia pitinga
- Praia do Taipe
- Praia Rio Da Barra

## Climat
Le climat de Arraial d'Ajuda est semi-tropical et très humide, min. 22,7 °C et max. températures de 39,6 °C.

## Transports
Le centre-ville et la plupart des plages sont accessibles à pied. Pour les plages plus lointaines vous pouvez prendre un des plusieurs vans locaux qui partent de la place près de l'église, fortement utilisés par les touristes et les locaux. 

## Galerie

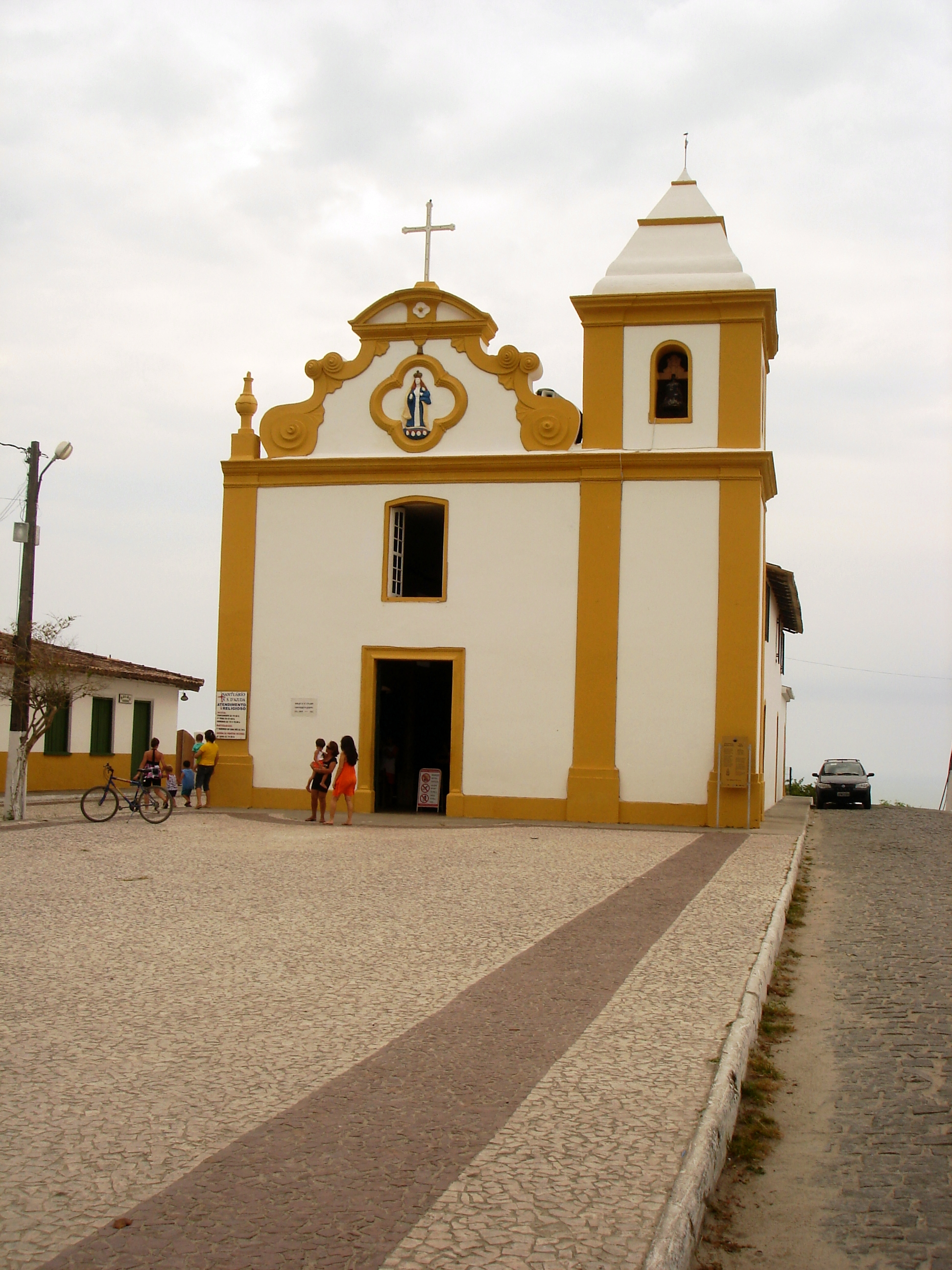
Nossa Senhora d'Ajuda.
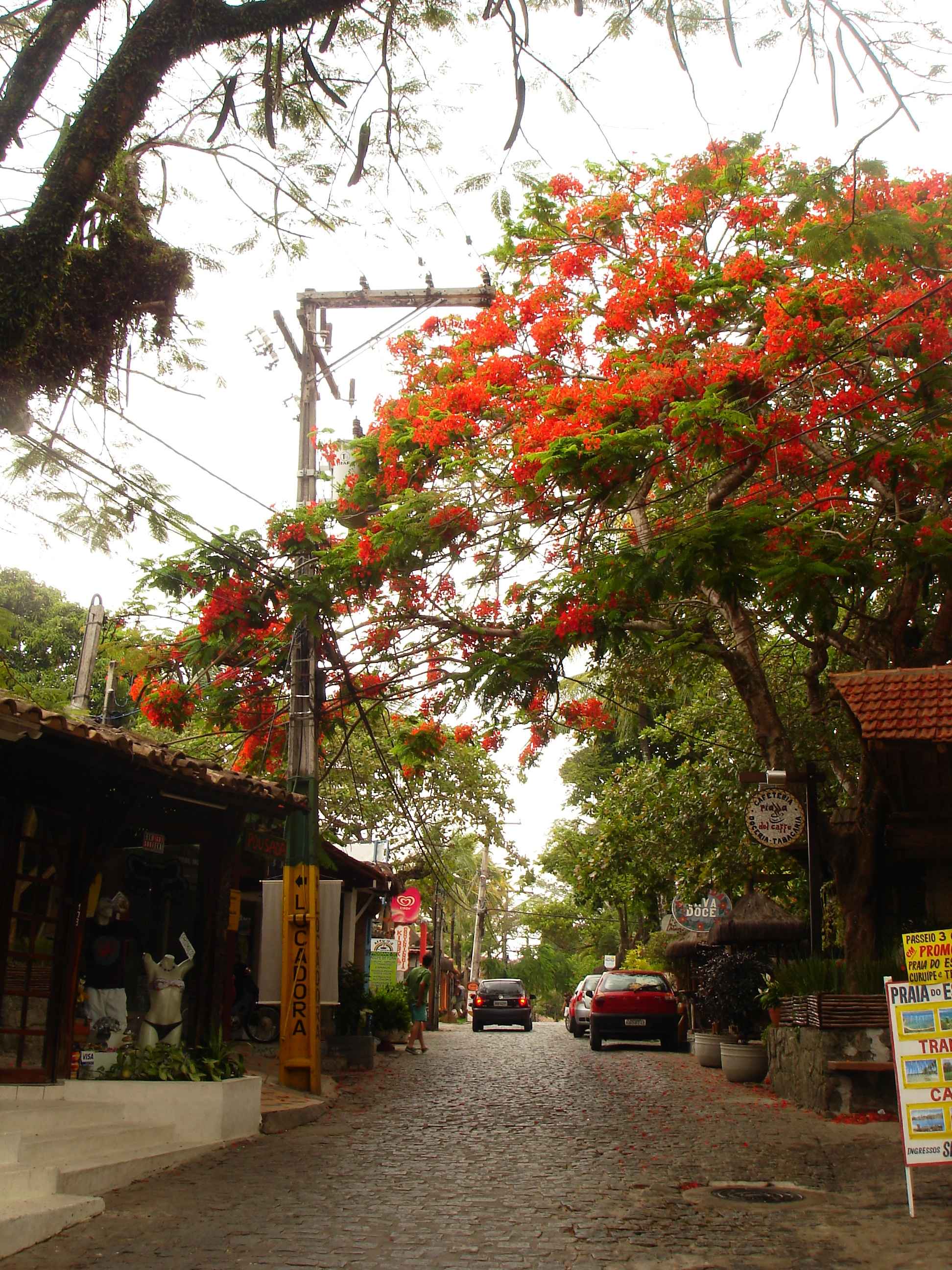
Estrada do Mucugê.